# 케냐 텔레비전 네트워크
케냐 텔레비전 네트워크(영어: Kenya Television Network)는 케냐의 텔레비전 채널이며, 본사는 나이로비에 위치한다.